# Медляк степной
Медляк степной (лат. Blaps halophila) — вид жуков-чернотелок. Обитают в степях и лесостепях. Длина тела — 17—23 мм. Жук чёрный, матовый. Переднеспинка слабо поперечная. Надкрылья немного шире переднеспинки, суживаются к вершине, образуя хвостовидный отросток. Являются многоядными полевыми вредителями.

## Ареал
Юго-восточная и южная Европа, степь, юг лесостепи и северная часть полупустынь европейской части стран бывшего СССР, Кавказ, Западная Сибирь, Казахстан.